# 籾すり機

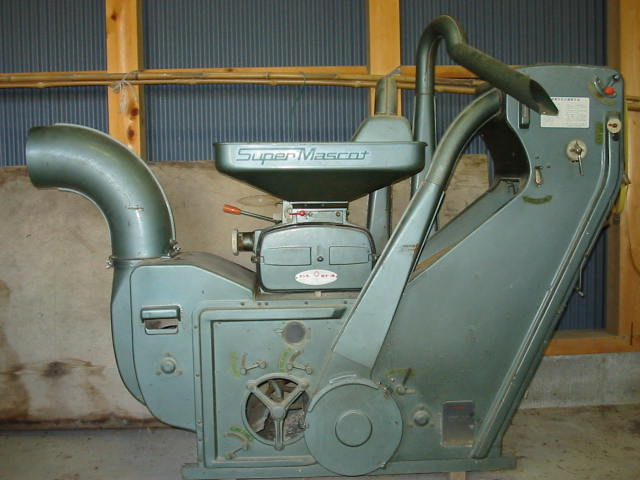
自動万石式籾すり機

籾すり機（もみすりき）とは、籾から籾殻を取り除いて玄米に仕上げる工程で用いられる農業機械である。籾殻を取り除くことを脱稃（だっぷ）という。

## 発展の歴史

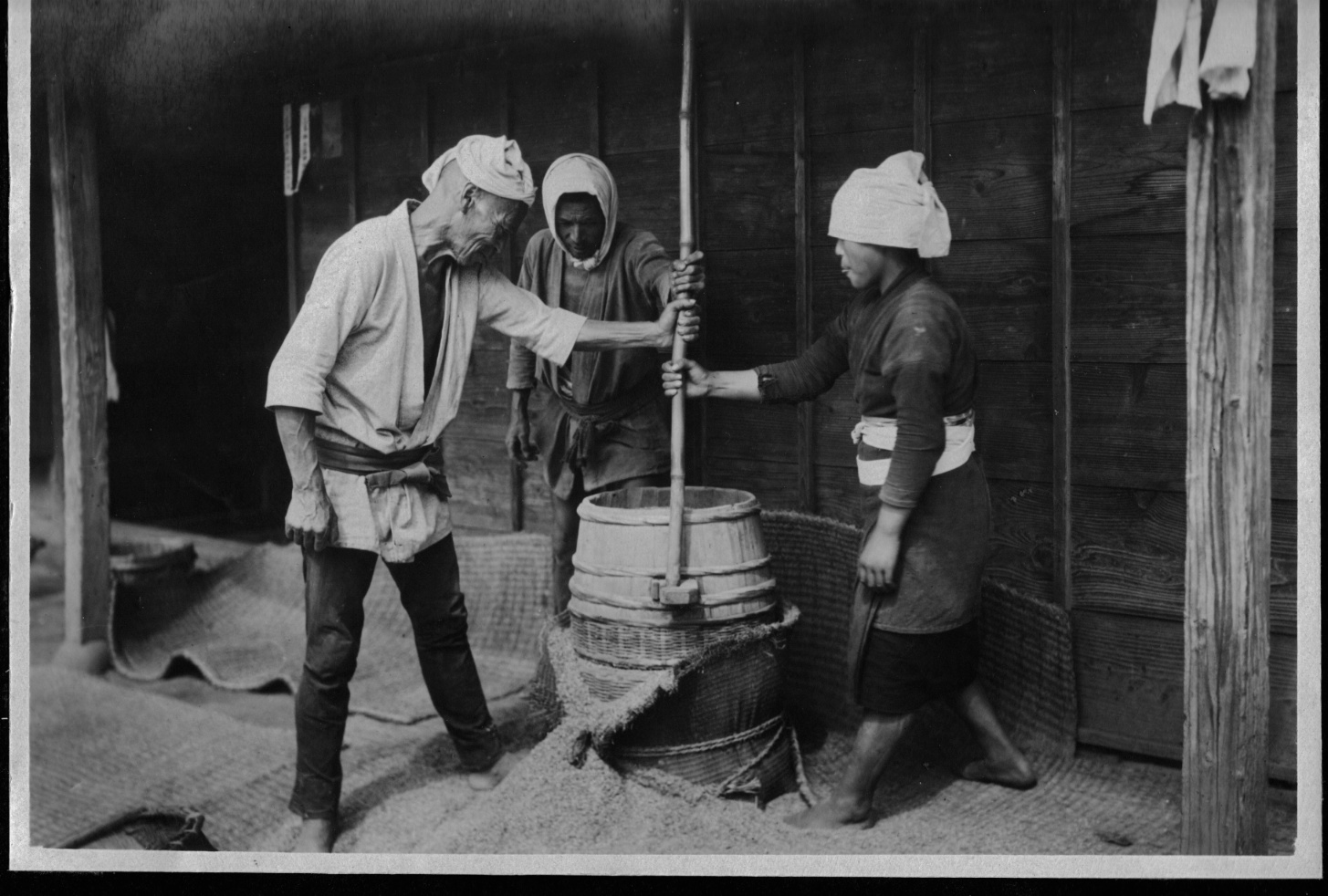
臼による脱稃。大正時代

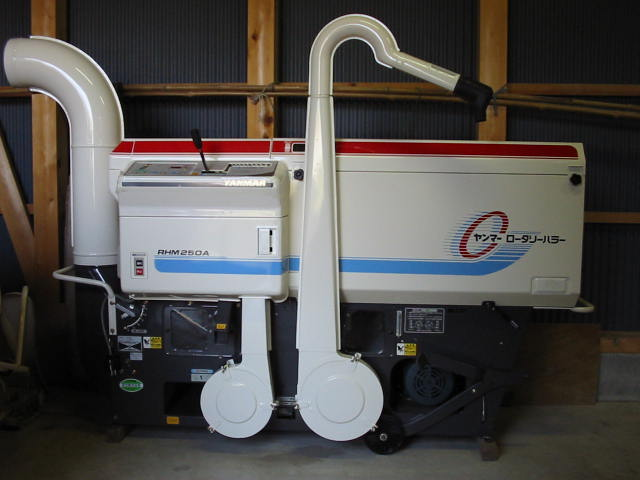
ゴムロール式回転式籾すり機

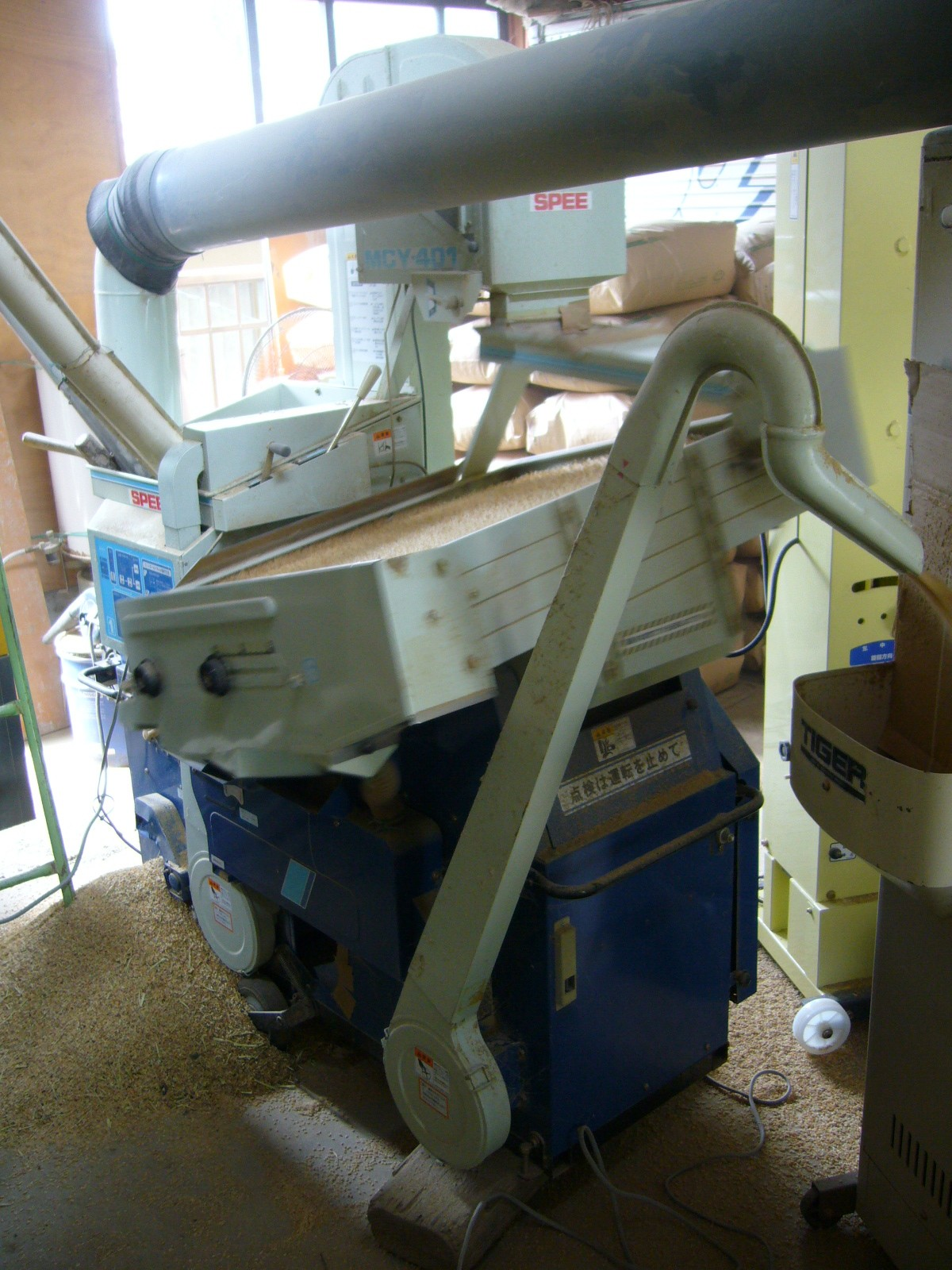
ゴムロール式揺動式籾すり機（中央の傾斜した板を振動させ選別）

弥生時代には、竪臼に籾を入れて竪杵でつく、籾摺りと精米が同時に行われていた。その後、木摺臼が、元禄時代に土臼（どうす、つちうす）が導入され、それぞれを使い分けながら籾殻を取り除くようになった。昭和初期には近代式籾すり機が開発されて、昭和10年前後から全国に普及しはじめた。この籾すり機は籾殻の除去にゴムロールが使われており、今日の籾すり機の原型である。
土臼による籾すりは、多くの砕け米（不完全米）を発生させていた。砕け米は出荷できないため、農家により米粉にされ粉飯などにより自家消費されていた。籾すり機の普及は、農業生産の向上や農民の食生活の改善に貢献した。
現代の籾すり機は、籾すり単独の機能だけではなく、籾と玄米を選別する機能も組み合わせて一体化した製品が一般的に流通している。

## 籾すりの方式
籾すり機の主たる機能である脱皮の方式には、次のものがある。

### ゴムロール式
2つの回転するゴム製ロールのあいだを籾が通り抜ける際、ロールの回転する速度差によって籾殻を摺（す）り落とす方式である。ゴムロールの間隔は籾の幅、言い替えれば籾の直径のおおよそ4割から6割程度に設定され、籾がゴムロールから受ける摩擦によって強制的に籾殻が剥かれるように工夫されている。ロール式の場合籾水分を16％以下に乾燥した籾で行うのが一般的である。17％以上の籾水分では脱稃率が極端に低下する。近年ではロールの隙間を自動制御する機種も開発されている。

### 衝撃式（インペラ式およびジェット式）
- インペラ式

高速で回転する羽根車（はねぐるま、インペラ:英語でimpellerというのがその由来）によって繰り出された籾が壁面に衝突した衝撃力を利用して籾殻を除去する方式である。機械の構造は、ゴムロール式よりも簡単にできる。衝突時の影響で玄米の粒子が粉砕され、胴割米が発生するのを抑えるために、衝突面にウレタン樹脂を張ってある。ロール式籾摺り機に比べ、インペラ式は刈り取った直後の高水分の籾でも90％近く脱稃できる。
- ジェット式

この方式も衝撃式の一種であるが、上述のインペラ式をさらに改良したものと見なすことができる。より高品質な玄米の仕上がりを確保するため、一部の農業機械メーカーによって近年開発された比較的新しい方式である。他の方式に比べて機械の稼働音が相当静かであるという特徴から、作業環境の改善にもつながる。

## 選別の方式
籾が上記いずれかの方式で脱稃された直後の状態では、まだ玄米に籾が混入している。これは、一度の操作で籾を100%脱皮し玄米に仕上げることが無理なためである。作業能率を上げて100%に近づけるほど、胴割米・砕け米が発生し玄米の品質を低下させる恐れがある。そこで一般に、若干能率を落とす手法が採用される。その結果、得られた玄米には籾が混入することになるので、以下いずれかの方式で玄米と籾の選別を行い、はじかれた籾を再び脱稃することによって、最終的には全ての籾殻が取り除かれることになる。
- 万石（まんごく）式・・・日本で江戸時代に発明された方式。傾斜した複数重ね合わせたの網目の上に脱稃した玄米、未脱稃の籾を通すことで玄米と籾を選別する方式。品種等の特性により粒の大きさが異なるために網目の大きさを替えたり傾斜角を調節したりと取り扱いには熟練と技術が必要であるが、傾斜角などを自動調節する自動万石が考案され、現代ではコンピューター制御された万石へと発展。
- 回転式（ロータリー式ともいう）・・・内側に窪みの付いた円筒形のふるいが本体に内蔵され、それを回転させることにより、玄米と籾の比重、重心位置の違いにより両者を選別する方式。
- 揺動式・・・傾斜させた窪みの付いた複数の揺動板（ふるい）を水平方向に振動させ、比重や摩擦係数の違いから玄米と籾の選別を行う方式。万石式に比べると取り扱いが比較的容易である。

## 籾すり機の種類
実際に市場で流通している現行の機種は、脱稃と選別の方式の組み合わせから次のような種類に細分化できる（本項掲載写真参照）。
- ゴムロール式万石式籾すり機
- ゴムロール式揺動式籾すり機
- ゴムロール式回転式籾すり機
- インペラ式万石式籾すり機
- インペラ式揺動式籾すり機
- ジェット式揺動式籾すり機